# ラパス (メンドーサ州)
ラ・パス（西: La Paz）は、アルゼンチン・メンドーサ州にあるラパス県の中心都市である。国道7号線沿い、トゥヌヤン川の北岸に位置している。人口は2001年の時点で9560人。